# Sime Telefonia
Sime Telefonia è stata un'azienda italiana che progettava, sviluppava e commercializzava circuiti e componenti elettronici, citofonici, telefonici, e di riscaldamento e condizionamento. Il suo logo era costituito dalla scritta "Sime Telefonia" in caratteri corsivi, di due colori diversi.

## Storia
Fondata a Firenze come "SIME" alla fine degli anni cinquanta, si occupava principalmente della progettazione di sistemi di riscaldamento e raffreddamento, oltre che della produzione di componentistica elettrica ed elettronica, compresi i trasformatori, da montare su apparecchi commercializzati da altre aziende. 
Con sede in Firenze, presso una serie di capannoni in via Toscanini 21, a Novoli, dalla seconda metà degli anni sessanta, grazie ad una serie di accordi con la SIP, il ramo "Sime Telefonia", presto divenuto il principale settore dell'azienda e nome d'insegna, iniziò ad assemblare i primi esemplari del telefono pubblico a gettoni U+I, progettato dalla IPM di Napoli; la caratteristica innovativa della Sime fu quella, al di là dell'assemblaggio dei primissimi esemplari del telefono (attività abbandonata già all'inizio degli anni settanta, laddove IPM ed Urmet erano in grado di soddisfare ampiamente la domanda degli stessi), dell'occuparsi, in maniera industriale, di quella che era la manutenzione e riparazione after market di tali apparecchi, speditegli da tutta Italia. Oltre a questo, il know-how dell'azienda le permise di dedicarsi ad un continuo miglioramento della componentistica ed aggiornamento delle piastre contenenti le schede meccaniche ed elettromeccaniche degli esemplari di U+I prodotti sia dalla IPM che dalla Urmet di Torino. Fattore, questo, che permise all' U+I di rimanere in servizio, esteticamente quasi immutato, ma adattato alle nuove centraline e protocolli di comunicazione nazionali e stranieri, fino agli anni ottanta. È infatti comune trovare, all'interno di U+I, piastre con il marchio della SIME e la data di aggiornamento.

## Gli anni ottanta
Alla fine degli anni settanta, oramai esautorata dalle commesse della SIP per la produzione dei nuovi telefoni pubblici G+M e nel giro di pochi anni, sotto Telecom Italia, dei Rotor, e passata negli anni ottanta la riparazione dei vecchi U+I, oramai in smantellamento, alla CIVE, la SIME entrò in una situazione di crisi. La produzione di componentistica (in primis i trasformatori) non fu sufficiente e si profilò, già nell'ottobre de 1980, la cassa integrazione per 250 dipendenti, su un totale di 750 unità.
Negli anni ottanta l'azienda si occupò principalmente di commesse di riparazioni su reti di impianti di comunicazione e telecomunicazione, mentre la produzione e progettazione in proprio, seppure limitata, mostrò prodotti interessanti, quali il "picchio" del 1987, un telefono con funzioni proprie che di interconnessione con centraline telefoniche, disegnato per poter essere utilizzato su superfici piane o inclinate. 
Con la fine del decennio, la Sime cessò le proprie produzioni presso lo stabilimento di Firenze, oramai sovradimensionato e nel 1990, il gruppo Sime venne spacchettato in diverse realtà minori: Igla, Sime sistemi, Simetrafo, Simair, a loro volta presto scomparse o rilevate da nuove proprietà. Per questo motivo il nome Sime risulterà utilizzato per la commercializzazione e progettazione di sistemi di telecomunicazione, senza però connessione con l'azienda di telefonia.

## Gli anni novanta e la chiusura definitiva
La Sime Telefonia, ed il personale restante, furono trasferiti in Via San Piero a Quaracchi, a Firenze. Sopravvivendo, per gli anni novanta, grazie ad una serie di commesse, fra le quali quella con Nokia. Con il colosso finlandese, nell'ambito del progetto della creazione di Nokia Point monomarca in tutta l'Italia, la Sime inaugurerà nel 2009, un proprio negozio di vendita al dettaglio, a Firenze, in via Paganini, 42, successivamente chiuso. 
Divenuta di proprietà della Urmet e della IPM, nel 2004 ulteriori vicende relative alla proprietà e la perdita di ulteriori commesse aggravarono la crisi aziendale e dopo un'ulteriore diminuzione dei lavoratori avvenuta nel 2006, anche la restante attività  di riparazione cellulari, operata sotto il nome Simenet, cessò definitivamente alla fine del 2007. Il progetto di passaggio della metà dei dipendenti rimasti (circa 50) alla riparazione di schede elettroniche, ed il rilancio dell'expertise nel settore dell'installazione e manutenzione degli impianti telefonici interni (ai sensi del DM 314/92), la cui autorizzazione fu concessa all'azienda nell'ottobre dello stesso anno, rimasero di fatto sulla carta.

## La sede storica
I capannoni storici di via Toscanini, pur costituendo un sito di archeologia industriale, risultarono compromessi dal punto di vista ambientale; sversamenti e infiltrazioni nel sottosuolo di policloruri di bifenile, continuati almeno fino al 1980, e percolati in profondità, hanno richiesto un'importante opera di bonifica dalla contaminazione. Sono stati quindi completamente abbattuti e sostituiti da alloggi di edilizia residenziale pubblica, terminati nel 2015.